# MAVLink
MAVLink ou Micro Air Vehicle Link (Tradução literal: Comunicação de Micro Veículo Aéreo) é um protocolo de comunicação para pequenos veículos não tripulados. Ele é projetado como uma biblioteca de mensagens apenas de cabeçalho. MAVLink foi lançado pela primeira vez no início de 2009. por Lorenz Meier sob a licença LGPL.

## Aplicações
Ele é usado principalmente para comunicação entre uma Estação de Controle de Solo e veículo aéreo não tripulado, e na intercomunicação do subsistema do veículo. Ela pode ser usada para transmitir a orientação do veículo, sua localização GPS e velocidade.

## Estrutura dos Pacotes
Na versão 1.0, a estrutura do pacote é a seguinte:
| Field name      | Index (Bytes)  | Purpose |
| --------------- | -------------- | --- |
| Start-of-frame  | 0              | Denota o início da transmissão do quadro (v1.0: 0xFE)                                                                                          |
| Payload-length  | 1              | tamanho do payload (n) |
| Packet sequence | 2              | Cada componente conta sua seqüência de envio. Permitindo a detecção de perda de pacotes.                                                       |
| System ID       | 3              | Identificação do sistema de SENDING. Permite diferenciar diferentes sistemas na mesma rede.                                                    |
| Component ID    | 4              | Identificação do componente SENDING. Permite diferenciar diferentes componentes de um mesmo sistema, por exemplo, a IMU e o piloto automático. |
| Message ID      | 5              | Identificação da mensagem - o id define o que o payload "deve conter" e como ela deve ser corretamente decodificada.                           |
| Payload         | 6 to (n+6)     | Os dados na mensagem, dependem da identificação da mensagem.                                                                                   |
| CRC             | (n+7) to (n+8) | Verificação da soma de todo o pacote, excluindo o sinal de partida do pacote (LSB para MSB)                                                    |

Após a Versão 2, a estrutura do pacote foi expandida para o seguinte:
| Field name            | Index (Bytes)    | Purpose |
| --------------------- | ---------------- | --- |
| Start-of-frame        | 0                | Denota o início da transmissão do quadro (v2: 0xFD)                                                                                            |
| Payload-length        | 1                | tamanho do payload (n) |
| incompatibility flags | 2                | Bandeiras que devem ser interpretadas para a compatibilidade do MAVLink                                                                        |
| compatibility flags   | 3                | Bandeiras que podem ser ignoradas se não forem interpretadas                                                                                   |
| Packet sequence       | 4                | Cada componente conta sua seqüência de envio. Permitindo a detecção de perda de pacotes.                                                       |
| System ID             | 5                | Identificação do sistema de SENDING. Permite diferenciar diferentes sistemas na mesma rede.                                                    |
| Component ID          | 6                | Identificação do componente SENDING. Permite diferenciar diferentes componentes de um mesmo sistema, por exemplo, a IMU e o piloto automático. |
| Message ID            | 7 to 9           | Identificação da mensagem - o id define o que o payload "deve conter" e como ela deve ser corretamente decodificada.                           |
| Payload               | 10 to (n+10)     | Os dados na mensagem, dependem da identificação da mensagem.                                                                                   |
| CRC                   | (n+11) to (n+12) | Verificação da soma de todo o pacote, excluindo o sinal de partida do pacote (LSB para MSB)                                                    |
| Signature             | (n+13) to (n+25) | Assinatura para verificar se as mensagens são originadas de uma fonte confiável. (opcional)                                                    |

### Campo CRC
Para garantir a integridade da mensagem, uma verificação de redundância cíclica (CRC) é calculada para cada mensagem nos dois últimos bytes. Outra função do campo CRC é garantir que o remetente e o receptor concordem na mensagem que está sendo transferida. Ele é calculado usando um hash ITU X.25SAE AS-4 dos bytes no pacote, excluindo o indicador de Início de Margem (assim 6+n+1 bytes são avaliados, o extra +1 é o valor da semente). A semente é gerada com cada novo conjunto de mensagens do protocolo, e é apresentada de forma semelhante aos pacotes de cada especificação de mensagem. Os sistemas que usam o protocolo MAVLink podem usar uma matriz pré-calculada para este propósito.
O algoritmo CRC do MAVLink foi implementado em muitas linguagens, como Python e Java.

### Mensagens
O payload dos pacotes descritos acima são mensagens do MAVLink. Cada mensagem é identificável pelo campo ID no pacote, que contém um payload com os dados da mensagem. Um documento XML no código-fonte do MAVLink possui a definição dos dados armazenados neste payload.
Abaixo está a mensagem com o ID 24 extraído do documento XML.
```
<message
 
id=
"24"
 
name=
"GPS_RAW_INT"
>

        
<description>
The
 
global
 
position,
 
as
 
returned
 
by
 
the
 
Global
 
Positioning
 
System
 
(GPS).
 
This
 
is
 
NOT
 
the
 
global
 
position
 
estimate
 
of
 
the
 
system,
 
but
 
rather
 
a
 
RAW
 
sensor
 
value.
 
See
 
message
 
GLOBAL_POSITION
 
for
 
the
 
global
 
position
 
estimate.
 
Coordinate
 
frame
 
is
 
right-handed,
 
Z-axis
 
up
 
(GPS
 
frame).
</description>

        
<field
 
type=
"uint64_t"
 
name=
"time_usec"
>
Timestamp
 
(microseconds
 
since
 
UNIX
 
epoch
 
or
 
microseconds
 
since
 
system
 
boot)
</field>

        
<field
 
type=
"uint8_t"
 
name=
"fix_type"
>
0-1:
 
no
 
fix,
 
2:
 
2D
 
fix,
 
3:
 
3D
 
fix.
 
Some
 
applications
 
will
 
not
 
use
 
the
 
value
 
of
 
this
 
field
 
unless
 
it
 
is
 
at
 
least
 
two,
 
so
 
always
 
correctly
 
fill
 
in
 
the
 
fix.
</field>

        
<field
 
type=
"int32_t"
 
name=
"lat"
>
Latitude
 
(WGS84),
 
in
 
degrees
 
*
 
1E7
</field>

        
<field
 
type=
"int32_t"
 
name=
"lon"
>
Longitude
 
(WGS84),
 
in
 
degrees
 
*
 
1E7
</field>

        
<field
 
type=
"int32_t"
 
name=
"alt"
>
Altitude
 
(WGS84),
 
in
 
meters
 
*
 
1000
 
(positive
 
for
 
up)
</field>

        
<field
 
type=
"uint16_t"
 
name=
"eph"
>
GPS
 
HDOP
 
horizontal
 
dilution
 
of
 
position
 
in
 
cm
 
(m*100).
 
If
 
unknown,
 
set
 
to:
 
UINT16_MAX
</field>

        
<field
 
type=
"uint16_t"
 
name=
"epv"
>
GPS
 
VDOP
 
vertical
 
dilution
 
of
 
position
 
in
 
cm
 
(m*100).
 
If
 
unknown,
 
set
 
to:
 
UINT16_MAX
</field>

        
<field
 
type=
"uint16_t"
 
name=
"vel"
>
GPS
 
ground
 
speed
 
(m/s
 
*
 
100).
 
If
 
unknown,
 
set
 
to:
 
UINT16_MAX
</field>

        
<field
 
type=
"uint16_t"
 
name=
"cog"
>
Course
 
over
 
ground
 
(NOT
 
heading,
 
but
 
direction
 
of
 
movement)
 
in
 
degrees
 
*
 
100,
 
0.0..359.99
 
degrees.
 
If
 
unknown,
 
set
 
to:
 
UINT16_MAX
</field>

        
<field
 
type=
"uint8_t"
 
name=
"satellites_visible"
>
Number
 
of
 
satellites
 
visible.
 
If
 
unknown,
 
set
 
to
 
255
</field>

</message>

```

Observação: O documento XML descreve a ordenação lógica dos campos para o protocolo.  O formato real do fio (e a representação típica em memória) tem os campos reordenados afim de reduzir Alinhamento da estrutura de dados os problemas.  Isto pode ser uma fonte de confusão ao ler o código gerado a partir das definições da mensagem.

## Ecossistema do MAVLink
MAVLink é usado como protocolo de comunicação em muitos projetos, o que pode significar que há alguma compatibilidade entre eles. Um interessante tutorial explicando os conceitos básicos do MAVLink foi escrito.